# Zakon Żebrzących
Zakon Żebrzących – polski zespół muzyczny pochodzący z Gryfowa Śląskiego założony w 1986 r. pod nazwą Kaftan Bezpieczeństwa, później zmienioną na Zakon Żebrzących. Muzyka tworzona przez grupę zaliczana jest do punk rocka. Pierwszy album zespołu pod tytułem „Animal Liberation Front” został wydany w 1989 r. W następnych latach miał on wiele różnych wydań. W 2001 r. ukazało się wydawnictwo zatatuowane „Zakon Żebrzących”. Utwory zespołu znalazły się także na kilku składankach. Powstały również covery utworów kapeli wykonywane przez inne grupy muzyczne. Zaliczany jest do zespołów wyrosłych w ramach polskiej sceny punk lat. 80. XX wieku, ale i współtworzących rodzącą się scenę niezależną lat. 90. XX wieku. Doceniany jest za melodyjne kompozycje o staro punkowym brzmieniu, charakterystyczne wokale oraz sprawne i pełne energii wykonania utworów.

## Historia

### Pierwsze fascynacje i inspiracje
Pierwsze fascynacje punk rockiem pojawiły się, gdy Szunio od 1982 r. rozpoczął naukę w Jeleniej Górze, w jednej z tamtejszych szkół. To tam zetknął się on z ruchem punk. Do jednej klasy uczęszczał między innymi z Lalkiem, który również mocno fascynował się tą subkultur oraz muzyką. Pośród innych inspiracji i źródeł fascynacji punk rockiem Szunio wymienia także audycję radiową pod tytułem „Cały ten rock” emitowaną w programie 3 Polskiego Radia, w ramach której w każdy wtorek prowadzący Marek Wiernik prezentował utwory zachodnich kapel punk rockowych, czy Rozgłośnia Harcerska, w której Tomasz Ryłko prezentował muzykę hardcore. A swoimi zainteresowaniami Szunio zaraził z kolei swoich kolegów z Gryfowa Śląskiego, pośród których wymienia Ampera, Blacky’ego, Pendzla, Juzefa.
Ważnym dla muzyków miejscem, także dla rozwoju zainteresowań muzycznych i później inspiracji twórczych, był Zgorzelec, stosunkowo blisko położony ich miejsca zamieszkania, w którym z racji jego położenia przy zachodniej granicy Polski, odbywały się liczne koncerty zespołów zagranicznych, ale też polskich, w organizacji których brylował Maken. W tym zakresie Szunio wymienia przykładowo takie kapele, których występy miał okazję oglądać, jak Fugazi, Oi Polloi, Shelter, Chumbawamba, Exit Condition, Jungle Medics, False Prophets, Verbal Assult, Bottom 12, Headcleaner, ARM, Alice Dont Impalumbia, Alians, Kult, Dezerter, Kolaboranci.

### Powstanie zespołu
W Gryfowie Śląskim, leżącym pomiędzy Zgorzelcem a Jelenią Górą, na Dolnym Śląsku, w 1986 r., został założony zespół muzyczny pod nazwą Kaftan Bezpieczeństwa. Decyzja o założeniu kapeli zapadła podczas wakacji wymienionego roku i w zasadzie oparta była na chęci znalezienia sposobu na fajne spędzanie wolnego czasu. W siedmiotysięcznym wówczas miasteczku bowiem jej założyciele nie widzieli zbyt wielu możliwości. Przy czym jedyną osobą z pierwszego składu, która miała jakieś doświadczenia muzyczne był Amper, który grał już na gitarze. Po skompletowaniu składu ustalono instrumentarium według następującego rozdzielnika: Pendzel – gitara basowa, Blacky – gitara, Jusef – wokal, Szunio – perkusja i Amper – gitara i wokal. Kolejny krok obejmował zdobycie niezbędnych instrumentów muzycznych. Pośród nich znalazły się zaś gitary – Muzima i Kosmos, gitara basowa – Luna, perkusja – Polmuz. Problematyczną sprawą okazało się jednak znalezienie miejsca to tworzenia i prób. Ze wzglądu na rodzaj muzyki domy kultury nie chciały współpracować z zespołem. Ponadto muzycy otrzymali informację, że zespół o takiej nazwie już gdzieś gra. Wówczas nazwa Kaftan Bezpieczeństwa została zmieniona na Zakon Żebrzących.

### Działalność
Pierwsze próby kapela odbywa w klubie z Krzewi Wielkich. W ciągu kilku lat działalności formacja musiała kilkukrotnie zmieniać miejsce prób, tak że było to osiem różnych miejsc, w których zwykle po około 3 miesiącach byli wypraszani. W poszukiwaniach możliwości pracy twórczej zwiedzili niemal większość miasteczek i wsi Dolnego Śląska. Dopiero w Mirsku znaleźli możliwość tworzenia na dłużej, bo ponad rok. Zespół ówcześnie koncertował, często w Zgorzelcu, ale i w innych miejscowościach Dolnego Śląska takich jak Mirsk, Świeradów-Zdrój, Lwówek Śląski, Lubomierz, Olszyna, Lubań, Jelenia Góra, Legnica, Wałbrzych, a z czasem także poza jego obszarem, między innymi w Złotowie, Pile, Bielsku-Białej, czy Hyde Park w Lubieszowie. Jak stwierdzają sami muzycy był to specyficzny czas. Wynikało to z tego, że wiele koncertów organizowano spontanicznie, nie było wiadomo gdzie i kiedy odbędzie się następny koncert, a publiczność czekała na te koncerty i jeździła za zespołem gdzie tylko mogła.
W 1988 r., w studiu nagraniowym z Jeleniej Góry, został zarejestrowany pierwszy materiał Zakonu Żebrzących. Pomocy w tym zakresie udzielili muzycy thrash metalowej grupy Hammer, którzy za kilka skrzynek z piwem zrobili te nagrania, które umożliwiły Zakonowi Żebrzących wydanie dema i później albumu.
Kapela w 1989 r. wydała pierwszy album muzyczny pod tytułem „Animal Liberation Front”, do którego stosowana bywa także nazwa skrócona „A.L.F.”, w wytwórni muzycznej „GZG Records”. Niektóre opracowania określają to wydanie jako demo, a inne informują, że ich pierwsze demo pod nazwą skróconą „A.L.F.” pochodzi z 1988 r.. W późniejszych latach kilka razy w różnych wersjach album wydawany był ponownie przez różne wytwórnie muzyczne takie jak „Lagart Factory Lóblin”, „Bzdurna Ideologia Sznurówek”, „Pasażer”, „N.I.C”. Grupa rozwiązała się na początku lat 90. XX wieku (1991 r.).
Po przerwie w działalności grupa wznowiła koncertowanie od 1998 r.. Miała wówczas w planach wejścia do studia nagrań i przygotowania materiału do nowego albumu, ale plany te nie zostały zrealizowane (według jednego ze źródeł zespół zrealizował nagrania, ale to jednak mało prawdopodobne, a album z pewnością nie został wydany). Ostatni występ formacji miał miejsce w 1999 r.. Miało to miejsce w Krzewiu Wielkim podczas imprezy odbywającej się pod szyldem „Rock Andrzejki”. W późniejszych latach dawni członkowie zespołu utworzyli kapelę pod nazwą Cierpki, w której początkowo grali utwory głównie Zakonu Żebrzących oraz Acerbus Artifex.
W 2001 r. wydany zostaje album, już po rozpadzie grupy, przy współpracy z wytwórnią „Zima”, z tytułem takim jak nazwa kapeli – „Zakon Żebrzących”, który zwiera nagrania z sesji odbytej w sali prób w ciągu jednego dnia i jednej nocy. Jest to stosunkowo przypadkowe wydanie, gdyż nagrania tu zawarte kapela zrealizowała z chęci posiadania pamiątki, a nie stworzenia materiału na album.

### Rozpad zespołu
Grupa była kojarzona ze spożywaniem dużych ilości napojów alkoholowych, choć Szunio wyjaśnia w wywiadzie, że nie była to codzienność lecz weekendowa przypadłość, a w tygodniu każdy musiał oszczędzać, by móc wyjść na piwo czy inny trunek w czasie wolnym. Jednak ostatecznie to nadużycie alkoholu przez członków grupy stało się przyczyną jej rozpadu. W kapeli nie grał już Amper, który jeszcze za czasów istnienia Zakonu Żebrzących montował Acerbus Artifex, między innymi zapraszając do współpracy Szunia. W tym czasie w Jeleniej Górze zorganizowano koncert na rzecz osób niepełnosprawnych, a jednym ze współorganizatorów był właśnie Szunio. I akurat w tym okresie trafił on do szpitala. Jak relacjonuje, mimo próśb ordynator nie wydał mu zgody na przepustkę, w związku z czym wypisał się na własną prośbę. Dzięki temu w ostatniej chwili udało mu się dotrzeć na koncert. Tu niestety okazało się, że pozostali członkowie kapeli są tak pijani, że nie są w stanie zagrać prawie żadnego riffu. Po dziesięciu minutach kompromitacji, Szunio przeprosił wszystkich i wydał oświadczenie, że to koniec Zakonu Żebrzących. Jak sam zauważa w swojej wypowiedzi to była ironia losu, że to właśnie oni na koncercie dla niepełnosprawnych okazali się najbardziej niepełnosprawni.

### Przykładowe występy
Przykładowe koncerty:
- 1986 r.: Gencjana 86
- 1987 r.: Zgorzelec, przegląd „Zgorzelec 87”[4]
- 1988-04-23: Zgorzelec[5]
- 1988 r.: Jarocin, Festiwal w Jarocinie[1][4][5][6][9][10][11], jedyny festiwal muzyczny na którym zespół wystąpił[1]
- 1989 r.: Zgorzelec[5]
- 1999 r.: Krzewie Wielkie, „Rock Andrzejki '99”, ostatni koncert zespołu[3][4][5][6][8].

### Zespoły, z którymi wspólnie koncertowali
Zespół Zakon Żebrzących występował czasem na koncertach wspólnie innymi kapelami. Po kilka takich występów miał z zaprzyjaźnionymi kapelami z sąsiedztwa, takimi jak Fort BS, Stress i Dr Fleischman. Jeden raz, w Bielsku Białej, Zakon Żebrzących miał okazję wystąpić razem z formacją Chaos i The Corpse. To tam, szczególnie z tym ostatnim, również została nawiązana znajomość między muzykami obu zespołów. Szczególnym zaś przypadkiem wspólnego koncertowania są występy zespołów Zakon Żebrzący i Amanita Muscaria, bowiem obie grupy były powiązane ze sobą personalnie. Przykładowymi takimi koncertami są występy w Mega Clubie oraz na Rockowych Andrzejkach z 1998 r.. Inne zespoły z którymi kapela miała okazję występować to przykładowo Kolaboranci.

## Nazwa
Zespół w czasie swojej działalności funkcjonował pod dwiema nazwami. Pierwsza nazwa jaką przyjęli założyciele formacji to Kaftan Bezpieczeństwa. Używana był stosunkowo krótko, i została zmieniona, gdy do muzyków dotarła informacja, że ktoś już pod taką nazwą tworzy i gra. Nowa nazwa własna, jaką przyjęto i jak funkcjonowała do końca istnienia kapeli, to Zakon Żebrzących. Nazwa ta nawiązywała do tak zwanego „sępienia”, spotykanego np. na festiwalu w Jarocinie, szczególnie pośród punków, którzy stale na coś zbierali od wszystkich dookoła. To samo dotyczyło znajomego muzyków, określanego ksywką „Kwakin”, który uciekł z domu, żeby przyjechać na festiwal, nie mając praktycznie nic przy sobie, a tym samym brał on wszystko od kolegów. Ktoś z otoczenia nazwał go „zakonnikiem żebrzącym”. To określenie tak się spodobało, że przyjęto je jako kanwę dla nowej nazwy kapeli.

## Skład i powiązania

### Członkowie zespołu
Członkowie zespołu z różnego okresu czasu:
- Andrzej Chmiel, pseudonim „Mokry”: basista (gitara basowa), wokalista[22][23]
- Blacky (Balcki): gitarzysta (gitara)[4][24]
- Bossman: wokalista[4]
- Juzef: wokalista[4][24]
- Lalek: perkusista (perkusja)[4]
- Pendzel: basista (gitara basowa), wokalista[4][22][24][25]
- Piwko: gitarzysta (gitara), wokal[4]
- Robert Szuniewicz, pseudonim „Szunio”: perkusista (perkusja)[4][22][24][26]
- Stanisław Brenda, pseudonim „Amper”: gitarzysta (gitara, gitara elektryczna), wokalista[4][22][24][27]
- Stempel: gitarzysta (gitara)[4][22][28]
- Wojnar: wokalista[22][29].

### Składy
Składy w określonych momentach czasu:
- Kaftan Bezpieczeństwa: Blacky – gitara, Amper (Stanisław Brenda) – gitara i wokal, Pendzel – gitara basowa, Szunio (Robert Szuniewicz) – perkusja, Juzef – wokal[1][4][6]
- skład po zmianie nazwy na Zakon Żebrzących: Blacky – gitara, Amper (Stanisław Brenda) – gitara, Pendzel – gitara basowa, Lalek – perkusja, Juzef  – wokal[4][6]
- skład z 1988 r. podczas nagrań w studiu w Jeleniej Górze: Amper (Stanisław Brenda) – gitara i wokal, Pendzel – gitara basowa, Juzef  – wokal, Stempel – gitara, Szunio (Robert Szuniewicz) – perkusja[2]
- skład z 1988 r., między innymi na festiwalu w Jarocinie, demo – „A.L.F.”: Stempel – gitara, Amper (Stanisław Brenda) – gitara, Pendzel – gitara basowa, Lalek – perkusja, Bossman – wokal
- od 1989/1990 do 1991 r.: Stempel – gitara i wokal, Wojnar – gitara i wokal, Pendzel – gitara basowa, Szunio (Robert Szuniewicz) – perkusja
- od 1998 do 1999 r.: Stempel – gitara i wokal, Mokry (Andrzej Chmiel) – gitara basowa, Piwko – gitara i wokal, Szunio (Robert Szuniewicz) – perkusja[4][6][8].

### Powiązania
Członkowie zespołu Zakon Żebrzących współtworzyli między innymi takie kapele jak:
- Acerbus Artifex[30]: Andrzej Chmiel (Mokry)[8][18][23][31], Robert Szuniewicz (Szunio)[8][18][26][31], Stanisław Brenda (Amper)[8][18]
- Amanita Muscaria[32]: Andrzej Chmiel (Mokry)[3][20][23][33], Robert Szuniewicz (Szunio)[3][20][26][33]
- Cierpki[34]: Andrzej Chmiel (Mokry)[23][35], Robert Szuniewicz (Szunio)[26][35], Stanisław Brenda (Amper)[27][35]
- Stress: Lalek[4].

Można także wspomnieć, że po zamknięciu opisanych projektów muzycznych Stanisław Brenda (Amper) zaangażował się w granie muzyki poświęcanej Bogu, w kościele zielonoświątkowym.

## Twórczość, działalność i odbiór

### Muzyka
Muzyka tworzona przez zespół należy do gatunku muzycznego jakim jest rock, przy czym zdecydowanie jest to jeden z nurtów w jego ramach – punk rock. Pod względem stylistyki w opiniach niektórych recenzentów jest melodyjna odmiana tego nurtu, czadowa, bezsprzecznie nawiązująca do skocznej, staro punkowej konwencji. Ponosi się także i docenia charakterystyczny wokal, w tym chórki oraz dobrą, sprawną i pełną energii grę. Jeden z autorów recenzji porównuje twórczość Zakonu Żebrzących do dokonań szwedzkiej grupy punkowej Asta Kask.

### Teksty
Twórczość ta pod względem tekstów piosenek i przekazu płynącego z ich treści to przede wszystkim bunt, przekaz o wymowie pacyfistycznej, antykomunistycznej, sprzeciw wobec ówczesnej rzeczywistości, wobec tamtego systemu i różnych ówczesnych wydarzeń, jak choćby narzuconego społeczeństwu przez reżim pierwszomajowego Święta Pracy, komentarz polityczny, ale też przekaz podnoszący kwestię praw zwierząt i wegetarianizmu. W tych dwóch ostatnich zagadnieniach niektórzy autorzy komentarzy do twórczości zespołu wyrażają pogląd, że był to w Polsce jeden z pierwszych, a być może nawet pierwszy zespół, który zwrócił uwagę na te kwestie. A postawy te nie ograniczały się tylko do ich upowszechniania poprzez muzykę lecz członkowie zespołu angażowali się w nie osobiście, a także uczestniczyli w akcjach, pikietach, zbiórkach pieniędzy, tworzeniu i kolportażu ulotek itp..
Szacunkowo 90% tekstów utworów Zakonu Żebrzących to tematy poważne, które mają określony przekaz. W repertuarze znajduje się jednak kilka utworów o lżejszym zabarwieniu, odnoszące się do zabawy, z humorem. Nie były one często grane na koncertach, ani nie ma ich na kasecie, gdyż zostały opracowane już po nagraniach studyjnych. Wymienia się tu takie utwory jak „Bimber”, „Prząśniczki”, „Sid Vivious”, „My młodzi” i „Ognista woda”.

### Autorstwo
Muzyka do utworów zespołu komponowana była przez Stanisława Brenda – Apera. Natomiast teksty pisane były już przez kilku autorów, choć i sam Amper także miał w tym udział. A oprócz niego twórcami tekstów piosenek byli również Pendzel i Robert Szuniewicz – Szunio. Ponadto teksty do dwóch utworów napisał brat Stanisława Brenda (Ampera), oraz w repertuarze formacji znajduje się jeden przerobiony utwór tradycyjny. Zespół nie tworzył coverów utworów innych zespołów muzycznych, choć po reaktywacji kapeli wykonywała ona kilka utworów powiązanych personalnie grup muzycznych.

### Inspiracje muzyczne
Inspiracją dla twórczości kapeli były dokonania różnych zespołów muzycznych z takich nurtów jak punk rock, hardcore punk, oi!. Z konkretnych formacji można wymienić między innymi Blitz, Peter and the Test Tube Babies, Subhiumans, D.O.A., Conflict, Crass. W tym kontekście można także wspomnieć, że jako inspirację dla siebie zespół Zakon Żebrzących jest wymieniany między innymi przez formację Leniwiec, która swego czasu określiła grupę jako niesamowitych sąsiadów zza miedzy.

### Odbiór i popularność
Formacja postrzegana jest jako sięgająca korzeniami polskiej sceny punk lat 80. XX wieku. W tym aspekcie niektórzy postrzegają zespół jako ostatnią legendarną kapelę sprzed 1989 r. A przy tym mocno jest ona także osadzona w rodzącej się krajowej scenie niezależnej funkcjonującej w latach 90. XX wieku, którą formacja współtworzyła i rozwijała.
Pod względem rozpoznawalności i popularności, to początkowo kapela zanana była głównie w obrębie Dolnego Śląska. Dopiero występ na festiwalu w Jarocinie zapewnił formacji i jej twórczości szerszą rozpoznawalność oraz popularność w pozostałych regionach Polski.

### Konsekwencje postaw i twórczości
Mocno polityczna, społeczna, antywojenna, antykomunistyczna i inna nieakceptowana przez ówczesną władzę postawa, wygląd, twórczość, skutkowały oczywiście określonymi konsekwencjami wobec zespołu i samych muzyków. Przede wszystkim teksty kilku utworów oczywiście nie przeszło przez sito ówczesnej cenzury i jeśli były one wykonywane, to było to nielegalne. Do takich utworów należą między innymi „Flaga”, „Pochód” i „Wirgiliusz”. Zespół otrzymywał zakaz ich grania. Nie były to żadne oficjale pisma lecz bezpośrednie ostrzeżenia, tak naprawdę groźby, od np. funkcjonariuszy ówczesnej służby bezpieczeństwa. Następnymi szykanami wobec muzyków były wezwania na milicję, zakaz prowadzenia prób, zakaz występów, czy konieczność meldowania się co jakiś czas na komendzie, z którym wiązał się zakaz wyjazdów. Zdarzyła się przy tym sytuacja w której po wizycie na komisariacie w odpowiedzi na wezwanie, muzycy jechali tego samego dnia na wieczorny koncert, np. w Wodzisławiu Śląskim, choć akurat ten się nie odbył z powodu wybuchu kolejnej fali strajków na Śląsku, a grupa po powrocie natychmiast była przepytywana gdzie byli. Spisywanie przez milicję, zatrzymania i inne szykany były wówczas bardzo częste. Zdarzało się nawet że Straż Ochrony Kolei wysadzała muzyków na stacji, odprowadzała ich na komisariat milicji i dopiero po rutynowych czynnościach tam dokonanych, grupa mogła kontynuować podróż.
Znamienne były także reakcje ludzi na widok muzyków w przestrzeni publicznej, których jednoznacznym podsumowaniem były hasła typu „O Jezu”, „O Boże” itp..

## Dyskografia

### Dyskografia zespołu
Albumy muzyczne i ich wydania:
- „Animal Liberation Front”, „A.L.F.”[47]:
  - 1988 r., demo – „A.L.F.”[4]
  - 1989 r., wydawca – GZG Records (identyfikator – GZG-003), nośnik danych – jedna kaseta magnetofonowa[48]
  - 1990 r., wydawca – Lagart Factory Lóblin, nośnik danych – jedna kaseta magnetofonowa, reedycja[49]
  - 1991 r., wydawca – Bzdurna Ideologia Sznurówek (identyfikator – BIS 10), nośnik danych – jedna kaseta magnetofonowa, reedycja[50]
  - 2013 r., wydawca – Pasażer, nośnik danych – jedna płyta kompaktowa, reedycja[10][51][52]
  - 2013 r., wydawca – Pasażer, N.I.C., nośnik danych – jedna płyta gramofonowa, reedycja, kilka wersji tego wydania[11][47]
- „Zakon Żebrzących”: 2001 r., wydawca – Zima, nośnik danych – jedna kaseta magnetofonowa[15][17]
- „Demo Pośmiertne”: bootleg, nagrania w formie cyfrowej udostępnione w portalu społecznościowym YouTube, obejmujące zbiór wszystkich dostępnych kawałków, które wykonywał Zakon Żebrzących[5][53].

### Składanki
Składanki, kompilacje:
- „Wolność Słowa”: 
  - 1988/1989, wydawca – ZK Tapes, nośnik danych – jedna kaseta magnetofonowa[55]
  - brak informacji o dacie wydania, wydawca – GZG Records (identyfikator – GZG 020), nośnik danych – jedna kaseta magnetofonowa, reedycja, utwór nr B2 – „Flaga”[55][56]
- „Był Kiedyś Jarocin Vol. 4”: 2000 r., wydawca – GRS Tapes (identyfikator – 020), nośnik danych – jedna kaseta magnetofonowa, utwór nr A3 „Flaga”, nr B1 „Polska”[57]
- „Polska Scena Punk Vol.5”:
  - 2002 r., wydawca – GRS Tapes (identyfikator – 032), nośnik danych – jedna kaseta magnetofonowa, utwór nr A8 „Robol”[58]
  - brak daty wydania, wydawca – NOG Records, nośnik danych – jedna płyta kompaktowa, reedycja,[59]
- „Pasażer #31”: 2014 r., wydawca – Pasażer, nośnik danych – jedna płyta kompaktowa, utwór nr 21 „Polska”, album załączony do czasopisma „Pasażer hardcore/punk magazine”, numer #31[60][61]
- „Polska Scena Punk Vol.2 Czy pamiętasz?”: 2020 r., wydawca – NOG Records (identyfikator – 007), nośnik danych – jedna płyta kompaktowa, utwór nr 18 „1 Maja”[62][63][64]
- „Polska Scena Punk Vol.6 – Zawyły syreny”: 2023 r., wydawca – NOG Records (identyfikator – 0016), nośnik danych – jedna płyta kompaktowa, utwór nr 13 „Ale zawsze”[65].

### Wyróżniające się utwory
Pośród utworów muzycznych zespołu można znaleźć takie, które znajdują szczególne uznanie wśród krytyków i komentatorów twórczości grupy, zarówno pod względem muzycznym jak i z tytułu treści przekazu płynącego z ich tekstu, a pośród nich można wymienić kilka przykładowych, w tym między innymi:
- „Flaga”[15][36][40]
- „Pochód”[15][36][41]
- „Wirgiliusz”[15][36]
- „Ale zawsze”[15].

### Covery
Jak wyżej wspominano, członkowie zespołu Zakon Żebrzących w różnych okresach czasu współtworzyli także inne grupy muzyczne. W ramach tych formacji wykonywane były oprócz kompozycji własnych, indywidualnych, także utwory Zakonu Żebrzących. I odwrotnie. Po reaktywacji Zakonu Żebrzących do repertuaru grupy dołączono także kilka utworów zespołu Acerbus Artifex. Natomiast po jego rozpadzie i założeniu zespołu Cierpki, ten ostatni wykonywał także utwory Zakonu Żebrzących i Acerbus Artifex.
Utwory zespołu Zakon Żebrzących wykonywały także inne formacje muzyczne we własnych aranżacjach. Można tu wymienić przykładowo:
- All Bandits, utwór „Polska” zamieszczony na płycie „Duma Naszą Zbrodnią” z 2013 r.[66][67]
- Hledání (Orłowa, Czechy), utwór „Ojciec Wirgiliusz” zamieszczony na płycie (EP), „Seprané nášivky...” z 2016 r.[67][68][69]
- Leniwiec, utwór „Harcerze”, bootleg „Live Bełchatów 2002”[70]
- Uliczny Opryszek, utwór „Polska” zamieszczony w albumie „Na Zawsze Punk” z 2009 r.[66]
- Żółte Słoniki, utwór „Nasza Flaga” zamieszczony w albumie (EP) „Biała Niespodzianka” z 2001 r.[66].

## Tribute to Zakon Żebrzących
Grupa muzyków stworzyła projekt pod znamiennym tytułem „Tribute to Zakon Żebrzących”. W jego ramach wykonywali oni wybrane utwory Zakonu Żebrzących. Przykładowe występy:
- 2022-08-26, dwudniowy festiwal w Pobiedna, Izerbejdżan Punk Eko Fest, wielu wykonawców[71][72]
- 2022-11-19, koncert w Bielsko-Biała, klub Rude Boy[73][74], Nacjonalizm? - NIE, Dziękuję! FEST 2022 (vol.10)[74], pozostali wykonawcy – Burek! Dobry Pies, Zdrajca, The Offenders, Sanctus Iuda, Dezerter, Sexy Suicide[73][74]
- 2023-06-08, trzydniowa impreza we Wrocławiu, Wagenburg, wielu wykonawców[75]
- 2023-06-23, dwudniowa impreza w Żelebsku koło Biłgoraja, Ultra Chaos Piknik 14, wielu wykonawców[76].

Ukazały się także pojedyncze nagrania w ramach albumów kompilacyjnych. Na składance do zinu „Pasażer” numer #38 z 2024 r. znalazł się utwór „Ojciec święty” (pozycja 24) wykonany w ramach projektu Tribute to Zakon Żebrzących. Inny utwór tego projektu został zamieszczony w albumie „Ultra Chaos Piknik 2021-2023” wydanym także w 2024 r. Ukazał się on w postaci płyty długogrającej. Na pozycji B2 zawarto utwór „Polska”. Ten sam utwór został zamieszczony na kolejnej kompilacji z tej serii pod tytułem „Ultra Chaos Piknik – 2022–2023”.